# 岡野鑑記
岡野 鑑記（おかの かんき、1896年2月7日 - 1977年3月23日）は、日本の財政学者。元横浜高等商業学校（現・横浜国立大学）教授、元神奈川大学教授、元和光大学教授。

## 人物
福岡県出身。1922年東京帝国大学経済学部経済学科卒業。1926年横浜高等商業学校教授、その後満洲建国大学教授となる。財政学が専門であり、満州国財政学や、第一次世界大戦賠償及戦債問題を研究、『日本賠償論』で国家賠償を研究、財政本質学説を研究。ミッドウェー海戦以降、日本軍の戦況が悪化し軍国主義が強まっていく中、リベラルな校風で運営していた田尻常雄校長に代わり1943年から関東軍から転任して横浜高等商業学校校長となり、スパルタ式教育を強化させた。神奈川大学経済学部学部長、和光大学経済学部教授などを歴任。1977年、肺性心のため死去。

## 著書
- 『第一次大戦における賠償及戦債問題』 (日本評論社、1946年)
- 『財政学方法論』 (酒井書店、1961年)
- 『経済政策学方法論』 (1971年)
- 『公債と財政投融資』 (1972年)
- 『国家経費の理論』 (白桃書房、1965年)
- 『日本賠償論』 (東洋経済新報社、1958年)
- 『日本経済の成長と構造』 (酒井書店、1961年)
- 『国家租税論』 (1965年)
- 『財政学大綱』 (白桃書房、1969年)